# Geodia dura
Geodia dura är en svampdjursart som först beskrevs av Tendal 1969.  Geodia dura ingår i släktet Geodia och familjen Geodiidae.
Artens utbredningsområde är havet kring Fiji. Inga underarter finns listade i Catalogue of Life.